# Acidogénesis
Las diferentes especies bacterianas que son capaces de realizar la acetogénesis se denominan colectivamente acetógenos.
La digestión anaerobia, también denominada biometanización, es un proceso microbiológico en el cual la materia biodegradable se descompone en ausencia de oxígeno mediante la acción de distintos grupos de bacterias, dando como resultado dos productos principales: biogás y digestato.

## Proceso de digestión anaerobia
1. Fase de hidrólisis.
2. Fase de acidogénesis-acetogénesis.
3. Fase de metanogénesis.

El proceso de digestión se inicia con la hidrólisis bacteriana de los materiales de aporte para romper los polímeros orgánicos insolubles, tales como carbohidratos, y los transforma en compuestos adecuados para otras bacterias. Las bacterias acidogénicas convierten los azúcares y aminoácidos en dióxido de carbono, hidrógeno, amonio y ácidos orgánicos. Las bacterias acetogénicas entonces convierten estos ácidos resultantes en ácido acético, con la producción adicional de amonio, hidrógeno y dióxido de carbono. Finalmente en la fase metanogénica se convierten estos productos en metano y dióxido de carbono, gas de alto poder calorífico conocido como biogás.
En el proceso de acidogénesis, las bacterias hidrolíticas forman una variedad de productos finales reducidos de la fermentación de un determinado sustrato. Una cuestión fundamental que se plantea se refiere a las características metabólicas que controlan el flujo de carbono y de electrones a un producto final reducido determinado durante el proceso de cultivo, y en cultivos metanogénicos mixtos de bacterias hidrolíticas.
Thermoanaerobium brockii es una bacteria termófila hidrolítica representativa, que fermenta la glucosa, a través de la vía de Embden-Meyerhof Parnas Pathway. T. brockii es una bacteria atípica de ácido heteroláctico, ya que forma hidrógeno molecular (H2), además de ácido láctico y etanol. Los productos finales reducidos de fermentación de la glucosa se forman enzimáticamente a partir de piruvato, a través de los siguientes mecanismos: lactato de fructosa 1-6 todo-fosfato (F6P) activada lactato deshidrogenasa; H2 por piruvato ferredoxina oxidoreductasa e hidrogenasa; y el etanol a través de la hidrogenación de alcohol deshidrogenado.

## Historia
La actividad acidogénica fue descubierta a principios del siglo XX, pero no fue hasta mediados de la década de 1960 cuando se aplicó la ingeniería de separación de fases con el fin de mejorar el tratamiento y la estabilidad de los digestores de residuos. En esta fase, moléculas complejas (hidratos de carbono, lípidos y proteínas) se despolimerizan en compuestos solubles por enzimas hidrolíticas (celulasas, hemicelulasas, amilasas, lipasas y proteasas). Los compuestos hidrolizados fermentan y se convierten en ácidos grasos volátiles (acetato, propionato, butirato y lactato), compuestos neutros (etanol, metanol), amoniaco, hidrógeno y dióxido de carbono.
La acetogénesis es una de las principales reacciones de esta etapa, en esto, los metabolitos intermedios producidos se metabolizan a acetato, hidrógeno y gas carbónico por los tres grupos principales de bacterias: homoacetogens; syntrophes; y sulphoreductors. 
Para la producción de ácido acético se consideran tres tipos de bacterias: Aceticum Clostridium; woodii Acetobacter; y termoautotrophicum Clostridium. Winter y Wolfe, en 1979, demostraron que A. wodii en asociación con syntrophic Methanosarcina producía metano y dióxido de carbono a partir de fructosa, en lugar de tres moléculas de etilo. Moorella thermoacetica y Clostridium formiaceticum son capaces de reducir el gas carbónico a acetato, pero que no producen hidrogenasas para poder producir tres moléculas de etilo a partir de fructosa. 
El ácido acético es igualmente un co-metabolito de los sustratos de fermentación orgánica (azúcares, glicerol, ácido láctico, etc.) por diversos grupos de microorganismos que producen ácidos diferentes: bacterias propiónicas * (propionato de etilo) +; Clostridium (+ acetato butirato); enterobacterias (acetato + lactato), y bacterias heterofermentativas (acetato, propionato, butirato, valerato, etc.).